# 济南路
濟南路，元朝设置的路。
元朝初年，朝廷以济南府改置，治所在历城县（即今山东省济南市），属中书省，原领淄州和陵州。中统三年（1262年），长山县归般阳府路。至元二年（1265年），淄州划入淄莱路，陵州划入河间路，临邑县又划河间路，长清县划入泰安州，禹城县划入曹州，齐河县划入德州。棣州、滨州属济南路，淄州的邹平县则重新归属济南路，置总管府。终元一朝，济南路下领一司、四县、两州。四县两州分别是：历城县、章丘县、邹平县、济阳县、棣州（厌次县、商河县、阳信县、无棣县）、滨州（渤海县、利津县、沾化县）。辖境约当今山东省泰山山脉以北，齐河、商河、惠民以东，邹平、济阳、利津以西，北至海及河北省海兴部分地。吴元年（元至正二十七年，1367年），朱元璋仍改为济南府。